# خورخي أكونيا
خورخي أكونيا (بالإسبانية: Jorge Acuña)‏ (مواليد 1948) هو ملاكم أوروغواياني، مثّل بلاده في الألعاب الأولمبية الصيفية 1972.

## روابط خارجية
خورخي أكونيا على موقع أوليمبيديا (الإنجليزية)